# Husarendenkmal (Wiesental)

Husarendenkmal

Das Husarendenkmal in Wiesental ist ein 1851 aufgestelltes Denkmal für im Jahr 1849 bei der Badischen Revolution dort gefallene Soldaten der Königlich Preußischen Armee. Es befindet sich im Wiesentaler Park, dem ehemaligen Friedhof des heutigen Waghäuseler Ortsteils Wiesental.

## Historischer Hintergrund
Am 12. und 13. Mai 1849 formierten sich die Rebellen in Offenburg zu einem dritten Aufstand, der nach Karlsruhe marschierte. Der Großherzog Leopold floh daraufhin in die Festung Germersheim und bat die preußischen Truppen um Hilfe. Von dort setzten preußischen Husaren unter der Führung von Friedrich Karl von Preußen am 20. Juni 1849 über den Rhein nach Rheinheim. Die Aufständischen zogen sich daraufhin in Richtung Philippsburg zurück. Doch eine Schwadron Husaren unter Prinz Friedrich Karl verfolgte sie; und so kam es bei Wiesental zum Gefecht, bei dem sechs Husaren fielen. Wie viele Aufständische fielen, ist nicht bekannt. Wegen der zahlenmäßigen Überlegenheit zog sich das Schwadron dann nach Philippsburg zurück.

## Beschreibung
Auf dem von „den Kameraden des Königlich Preußischen 9ten Husaren Regiments“ (so die Inschrift an der linken Seite des Denkmals) errichteten Kriegerdenkmal steht ein steinerner Adler (das Wappentier Preußens, siehe dazu Preußischer Adler) auf einem Kranz. Auf der Vorderseite zeigt das Denkmal oben die von Großherzog Leopold von Baden „dem tapferen Befreiungsheer 1849“ gewidmete Medaille umgeben von einem Lorbeerkranz.
Die sechs gefallenen Husaren – zwei Offiziere und vier Soldaten des Mannschaftsstandes – werden auf der Schauseite des Denkmals namentlich mit militärischem Dienstgrad und Familiennamen aufgeführt, die Vornamen sind nicht genannt:
Major Rückert
Husar Schweizer
Husar Barella
Lieutenant von Muschwitz
Husar Burgard
Husar Filmann
Da diese sechs Gefallenen aber alle auch auf dem Preußen-Denkmal (Foto) in Karlsruhe auf dem Alten Friedhof in der Oststadt – das jeweils auch die Vornamen nennt – verzeichnet sind, sind sie, soweit die Inschriften dort noch lesbar bzw. Abschriften korrekt, mit vollem Namen bekannt. Es handelt sich um:
- Major Friedrich Rückert
- Husar Jakob Schweizer
- Husar Franz Barella
- Secondeleutnant Richard v. Muschwitz.[1]

Eingeweiht wurde das Husarendenkmal am 20. Juni 1851, am Jahrestag des Gefechtes; daran nahm auch der spätere preußische Ministerpräsident Otto v. Bismarck (1815–1898) teil, der damals als Geheimer Legationsrat bei der preußischen Gesandtschaft am Bundestag in Frankfurt am Main tätig war.